# Houden van mij
Houden van mij is een lied van het Nederlandse zangeres Froukje. Het werd in 2023 als single uitgebracht en stond in 2024 als negende track op het album Noodzakelijk verdriet.

## Achtergrond
Houden van mij is geschreven door Froukje en geproduceerd door Froukje en David van Dijk. Het is een lied dat past in de genres softrock en alternatieve pop. In het lied zingt Froukje over zelfacceptatie en zelfontplooiing. De zangeres schreef het nummer al een jaar voordat ze het uitbracht en speelde het eerder bij verschillende optredens. Het werd uiteindelijk uitgebracht in aanloop naar het album Noodzakelijk verdriet, dat op 12 januari 2024 is uitgekomen. Het is de negende track op het album.
Het nummer werd als single uitgebracht met twee eerder uitgebrachte nummers op de B-kant. Dit waren Naar het licht en Als ik God was.

## Hitnoteringen
De zangeres had weinig succes met het lied in de Nederlandse hitlijsten. Er was geen notering in de Single Top 100 en ook de Top 40 werd niet bereikt. Bij laatstgenoemde was er wel de 21e positie in de Tipparade.